# Saverio Ragno
Saverio Ragno (Trani, 6 de diciembre de 1902-Sacile, 22 de abril de 1969) fue un deportista italiano que compitió en esgrima, especialista en las modalidades de florete y espada.
Participó en tres Juegos Olímpicos de Verano entre los años 1932 y 1948, obteniendo en total cuatro medallas: plata en Los Ángeles 1932, oro y plata en Berlín 1936 y plata en Londres 1948. Ganó catorce medallas en el Campeonato Mundial de Esgrima entre los años 1930 y 1950.

## Palmarés internacional
| Juegos Olímpicos   | Juegos Olímpicos             | Juegos Olímpicos  | Juegos Olímpicos    |
| Año                | Lugar                        | Medalla           | Prueba              |
| ------------------ | ---------------------------- | ----------------- | ------------------- |
| 1932               | Los Ángeles (Estados Unidos) | Medalla de plata  | Espada por equipos  |
| 1936               | Berlín (Alemania)            | Medalla de oro    | Espada por equipos  |
| 1936               | Berlín (Alemania)            | Medalla de plata  | Espada individual   |
| 1948               | Londres (Reino Unido)        | Medalla de plata  | Florete por equipos |
| Campeonato Mundial |                              |                   |                     |
| Año                | Lugar                        | Medalla           | Prueba              |
| 1930               | Lieja (Bélgica)              | Medalla de oro    | Florete por equipos |
| 1930               | Lieja (Bélgica)              | Medalla de plata  | Espada por equipos  |
| 1931               | Viena (Austria)              | Medalla de oro    | Florete por equipos |
| 1931               | Viena (Austria)              | Medalla de oro    | Espada por equipos  |
| 1933               | Budapest (Hungría)           | Medalla de oro    | Florete por equipos |
| 1933               | Budapest (Hungría)           | Medalla de oro    | Espada por equipos  |
| 1933               | Budapest (Hungría)           | Medalla de plata  | Espada individual   |
| 1934               | Varsovia (Polonia)           | Medalla de plata  | Espada por equipos  |
| 1935               | Lausana (Suiza)              | Medalla de bronce | Espada individual   |
| 1937               | París (Francia)              | Medalla de oro    | Espada por equipos  |
| 1938               | Pieštany (Checoslovaquia)    | Medalla de bronce | Espada por equipos  |
| 1947               | Lisboa (Portugal)            | Medalla de plata  | Florete por equipos |
| 1947               | Lisboa (Portugal)            | Medalla de bronce | Espada por equipos  |
| 1950               | Montecarlo (Mónaco)          | Medalla de oro    | Florete por equipos |